# 대전광역시의 시내버스
대전광역시의 시내버스는 대전광역시의 핵심적인 대중교통 수단으로, 현재 급행버스는 3개 노선, 간선버스는 49개 노선, 지선버스는 12개 노선, 외곽버스는 30개 노선, 맞춤버스는 8개 노선, 간선급행버스는 1개 노선, 마을버스는 유성구에서 3개 노선이 운영중이다.
2005년 7월 4일부터 준공영제 및 무료 환승제도를 실시하고 있으며, 특히 준공영제는 버스운행은 민간사업자가 전담하되 버스노선과 배차간격 등 운행계획과 실적 관리, 운송수입금과 운송원가관리 등은 대전시에서 관리하는 방식으로 운영하고 있다.

## 역사

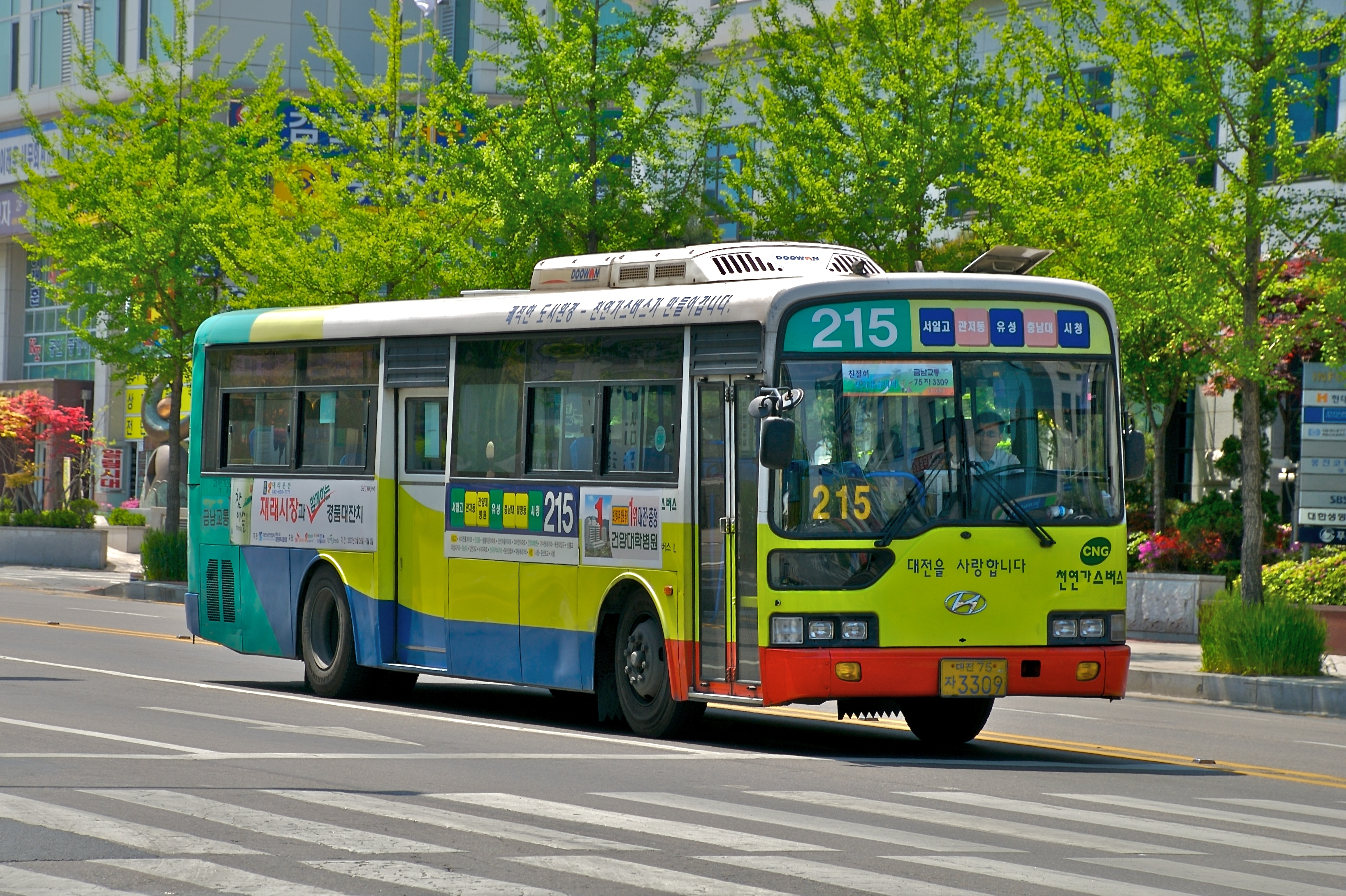
개편 전 도색

대전에서 시내버스는 1952년 계룡버스의 운행을 시작으로 처음 도입되었다. 이후로 대전 버스의 노선은 대전의 도시 발달에 따라 변천되어 왔고 1979년 당시 대전시내버스 4개 업체들이 14개 업체로 분사되었다. 대전역과 서대전역을 중심으로한 시가를 이루고 있었던 1990년대 이전에는 2자리 번호의 버스들이 운행하였고, 이후 1990년대 이후 둔산 신도심의 발달과 유성의 부도심화 이후(적어도 1987년에 냉방 좌석버스 도입이후로 추정)는 번호를 3자리로 바꾸었으며 장거리 노선을 위하여 좌석버스를 신설하여 운행하였다. 이후 노선의 개수가 많아지고 중복노선, 굴곡이 심한 노선에 대해 2003년 10월 1일부터 시내버스 노선이 대개편되었다. 2005년부터 시에서 운영 비용을 보조하는 준공영제를 시행하였고, 2006년 도시철도 1호선이 개통되어 중복 노선을 제거하고 도시철도를 연계한 환승 체계를 구축하였다.

### 2008년 시내버스 대개편
2008년 12월 30일 화요일 노선을 전면 개편하게 되었고, 일반버스와 좌석버스의 구분이 없어졌다. 버스 요금은 현금으로 낼 경우 성인 1,000원, 중고생 700원, 초등학생은 300원으로 통일되었으며 교통카드를 이용할 경우 성인과 중고생은 50원씩 할인된 금액으로 이용할 수 있게 되었다. 또한 노선 형태를 급행노선, 지선노선, 간선노선, 외곽노선으로 분류하였는데 급행노선은 빨간색, 간선노선은 파란색, 지선노선은 초록색 도색을 사용해 구분하기 용이하게 하였다. 또한 버스 노선 번호를 모두 바꿔서 100번대는 유성지역, 200번대는 진잠·원내동, 300번대 안영동, 500번대 산내·구도동 일대, 600번대 원도심, 700번대 신탄진, 800번대 대덕테크노밸리, 900번대는 둔산지역을 운행하는 노선임을 알 수 있게 하였다.
환승 시스템도 변경되어 무료 환승 횟수도 기존 60분 이내 1회에서 80분 이내 3회(평일 기준 배차간격 15분까지는 30분, 배차간격 16분 이상은 60분 이내 무료환승)로 대폭 늘렸으며(현재는 하차단말기 시행에 따라 하차태그 30분 이내(배차간격 15분 이하 노선),60분 이내(배차간격 16분 이상 노선), 횟수는 동일) 또 부모와 동승하는 6세 미만 어린이의 무임승차 인원은 현행 1명에서 3명으로 늘렸다.

## 노선

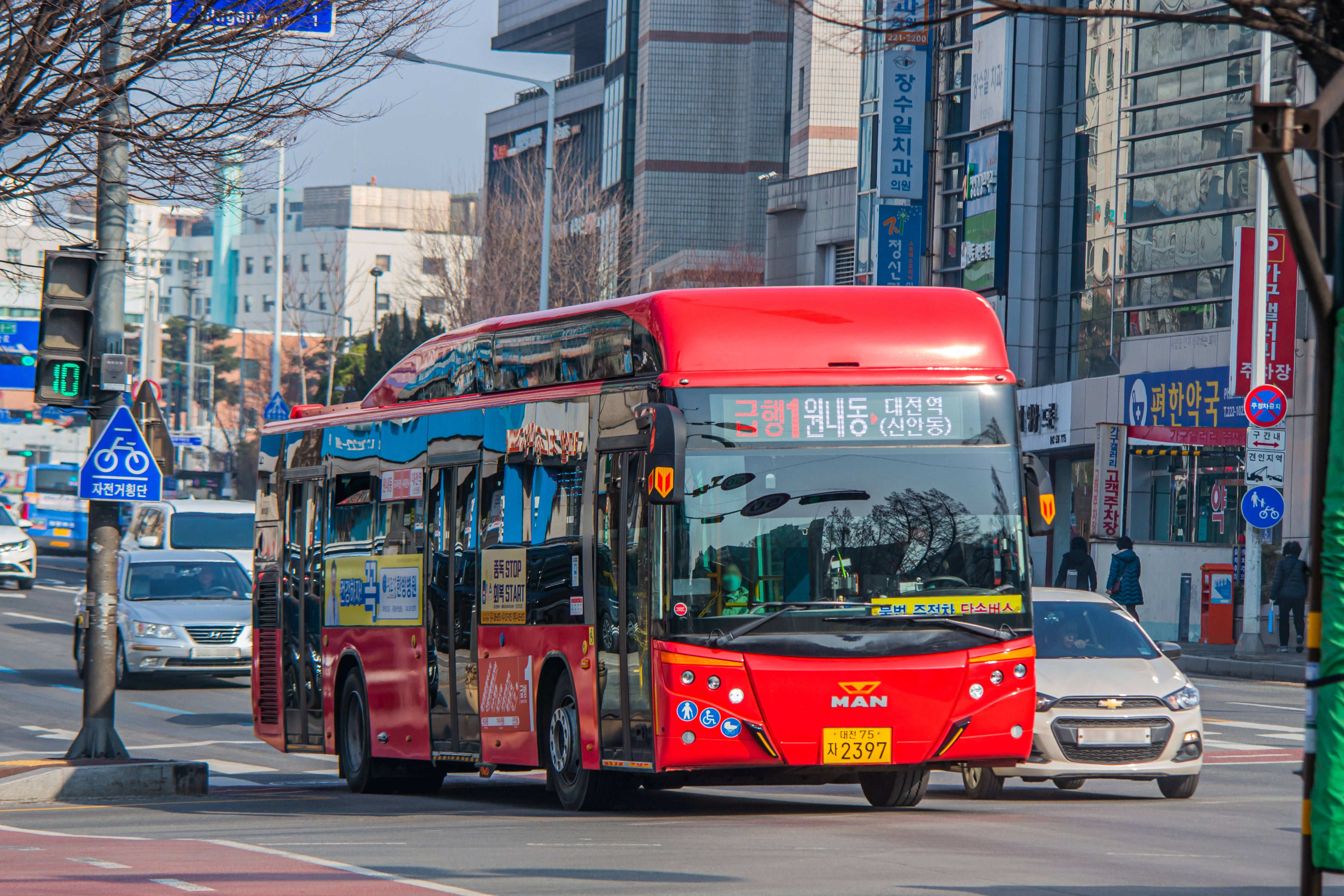
급행1번 3문 저상버스

### 번호 체계
번호 자릿수 구분두자리수 번호는 외곽버스, 간.지선의 경우 개편 초기에는 십의 자리 수가 0인 세자리 번호는 간선버스, 십의 자리 수가 0이 아닌 세자리 번호는 지선버스로 구분하였으나 현재는 간·지선의 구분이 모호해져서 노선 번호의 십의 자리와는 관계 없이 차량의 크기를 기준으로 대형 및 중형 노선으로 구분한다.
한 자릿수(급행버스)대전광역시 주요 구간을 급행으로 운행하는 노선.
10번 단위(외곽버스) 및 100번 단위(시내버스)안산동, 수통골, 충남대 등 유성구 북부를 중심으로 경유하며, 시계외지역으로는 충청남도 공주시를 운행하는 노선.
20번 단위(외곽버스) 및 200번 단위(시내버스)서남부 권역이 기·종점이며 계백로를 경유하는 노선, 외곽노선의 경우 서구 기성동, 충청남도 계룡시, 논산시를 운행하는 노선.
30번 단위(외곽버스) 및 300번 단위(시내버스)대둔산로를 경유하는 노선. 주로 오월드/효문화마을 지역이 기점이거나, 종점, 경유지인 노선.
40번 단위(외곽버스)서남부터미널에서 출발하여 계백로를 거쳐 외곽지역인 성북동, 세동, 송정동과 충청남도 계룡시를 운행하는 노선.
50번 단위(외곽버스) 및 500번 단위(시내버스)동남부 권역인 동구 산내동, 구도동, 삼괴동, 충청남도 금산군 마전 등을 연결하는 노선.
60번 단위(외곽버스) 및 600번 단위(시내버스)서구와 동구를 이어주는 노선과, 동구를 경유하여 충청북도 옥천군 또는 대청댐 인근 지역 등을 운행하는 노선.
70번 단위(외곽버스) 및 700번 단위(시내버스)대덕구 신탄진 지역을 기종점지로 운행하는 노선.
800번 단위(시내버스)유성구 봉산동, 테크노밸리를 중심으로 경유하는 노선으로 802번이 유일하다.
900번 단위(시내버스)시청, 정부대전청사 등 서구 둔산동을 중심으로 경유하며, 각지로 연결하는 노선.
광역 노선세종특별자치시 간선급행버스체계(바로타)의 일부인 B1번, 유성구와 세종특별자치시를 연결하는 광역 노선인 1002번, 서구와 세종특별자치시를 연결하는 1001번이 존재한다.
유성구 마을버스유성구의 오지지역과 신도시 지역을 연결하는 노선으로 유성구에서 관리한다. 1, 3, 5번 세 노선이 운행 중이다.
계룡시로 이관된 노선
대전광역시의 40번대 외곽버스 중 일부가 기존 노선 번호를 유지한 채 계룡시로 이관되어 운행 중에 있다.

### 노선 목록
| 구분            | 노선 |
| --------------- | --- |
| 광역            | B1(BRT) · 1001 · 1002 · M1 |
| 급행            | 급행1 · 급행2 · 급행3 · 급행4 |
| 일반            | 101 · 102 · 103 · 104 · 105 · 106 · 107 · 108 · 113 · 114 · 115 · 119 · 121 · 201 · 202(계룡2002) · 203 · 211 · 213 · 216 · 301 · 311 · 312 · 314 · 315 · 316 · 318 · 501 · 511 · 512 · 513 · 514 · 601 · 602 · 603 · 604 · 605 · 607(대전,옥천) · 608 · 611 · 612 · 613 · 615 · 616 · 617 · 618 · 619 · 701 · 703 · 704 · 705 · 706 · 707 · 711 · 802 · 116 · 117 · 123 · 212 · 313 · 317 · 606 · 614 · 620 · 622 · 712 · 911 · 912 · 916 · 918 |
| 외곽            | 11 · 20 · 21 · 22 · 23 · 24 · 25 · 26 · 27 · 30 · 31 · 32 · 33 · 34 · 41 · 42 · 46 · 52 · 60 · 61 · 62 · 63 · 66 · 71 · 72 · 73 · 74 · 75 |
| 맞춤            | 첨단1 · 첨단2 · 특구1 |
| 유성구 마을버스 | 마을1 · 마을3 · 마을5 |

### 인접 시·군 노선
| 지역 | 노선                                                              |
| ---- | ----------------------------------------------------------------- |
| 세종 | 300 · 655 · 661 · 691 · B2 · B4 · 1000 · 1001(세종) · 1004 · 1005 |
| 공주 | 300 · 301 · 302 · 303 · 340 · 341 · 342                           |
| 계룡 | 43 · 45 · 47 · 48 · 2002                                          |
| 청주 | 32 · 41 · 42 · 405 · 407                                          |
| 옥천 | 607(옥천)                                                         |
| 금산 | 81                                                                |

## 운임
대전광역시의 시내버스 운임의 현행 기본 운임제도는 2011년 7월 1일부터 시행되고 있으며, 아래의 운임은 대전광역시 시내 구간만을 이용했을 경우를 기준으로 하고 있다. 시내 외곽 지역은 지역별로 추가 운임을 징수하고 있으며, 이 가운데 충청남도 지역은 2010년 2월 4일부터 기존 운임에서 약간 인상된 현행 제도가 시행되고 있다. 2015년 7월 1일부터 시내버스 운임이 인상되었고 2022년 9월 1일부터 전체 노선의 현금 승차가 폐지되었다. 2024년 1월 1일부터 성인 운임이 인상되었다.
| 종류            | 나이                    | 카드 (원) | 종류 | 나이                    | 카드 (원) | 종류             | 나이                    | 카드 (원) |
| --------------- | ----------------------- | --------- | ---- | ----------------------- | --------- | ---------------- | ----------------------- | --------- |
| 바로타 (BRT B1) | 대인 (만 19세 이상)     | 1,700     | 일반 | 대인 (만 19세 이상)     | 1,500     | 유성구 마을 버스 | 대인 (만 19세 이상)     | 1,350     |
| 바로타 (BRT B1) | 청소년 (만 13세 ~ 18세) | 1,100     | 일반 | 청소년 (만 13세 ~ 18세) | 750       | 유성구 마을 버스 | 청소년 (만 13세 ~ 18세) | 650       |
| 바로타 (BRT B1) | 어린이 (만 7세 ~ 12세)  | 700       | 일반 | 어린이 (만 7세 ~ 12세)  | 350       | 유성구 마을 버스 | 어린이 (만 7세 ~ 12세)  | 350       |

- 운임은 선불교통카드인 티머니(신형 한꿈이카드), 레일플러스, 이즐, 한페이, 신용/체크카드겸용 후불교통카드로 지불할 수 있다.
- 2011년 2월 14일까지 판매한 구형 한꿈이카드는 2018년 6월 1일부터 사용이 완전 불가능하다.
- 승차권은 2008년 1월 1일 이후로 더 이상 판매하지 않는다.
- 6살 이하의 미취학 아동의 무임승차는 최대 3명까지 가능하다. 4명 이상 승차시 3명의 운임을 내지 않지만, 나머지 아동은 초등학생 운임을 지불해야 한다.
- 2022년 7월 1일부터 BRT B1번과 특구1번의 현금 지불이 폐지되었고 2022년 9월 1일부터 전체 노선 현금 승차가 폐지되었다.

### 환승 할인
환승 할인 제도는 교통카드 사용자에게만 적용되며, 하차 후 3회까지 버스 노선 간은 물론 도시철도까지(환승 후 10km 이상 이용하는 경우 2구간 운임 적용) 적용이 가능하다. 하차 시 교통카드 단말기에 접촉한 시각을 기준으로 급행버스 노선, 일부 일반버스 노선 등 40개의 노선은 30분까지, 배차간격이 16분 이상인 일반버스 노선과 외곽버스 노선, 유성구 마을버스 노선 등의 55개의 노선은 60분까지 적용되며, 동일 노선간의 환승은 종점 부근에 편도 구간이 존재하거나 기·종점이 동일한 노선 등 특정 노선과 정류소에 한해서만 적용된다. 2024년 8월 26일 광역권 환승 할인제가 적용되어, 대전광역시의 시내버스 노선과 일부 세종특별자치시, 청주시, 공주시 시내버스 노선 간의 상호 환승할인이 적용된다.
| 시내버스 → 마을버스 대인 : 1,500원 → 0원 청소년 : 750원 → 0원 소인 : 350원 → 0원 | 마을버스 → 시내버스 대인 : 1,350원 → 150원 청소년 : 650원 → 100원 소인 : 300원 → 50원 |

| 시내버스 → 도시철도 대인 : 1,500원 → 50원 청소년 : 750원 → 0원 어린이 : 350원 → 0원 | 도시철도 → 시내버스 대인 : 1,550원 → 0원 청소년 : 880원 → 0원 어린이 : 550원 → 0원 |

| 마을버스 → 도시철도 대인 : 1,350원 → 200원 청소년 : 650원 → 230원 어린이 : 300원 → 250원 | 도시철도 → 마을버스 대인 : 1,550원 → 0원 청소년 : 880원 → 0원 어린이 : 550원 → 0원 |

### 시계외운임
광역자치단체 중 유일하게 정류장이 있는 해당 지자체의 운임 체계를 적용하고 있으며, 대전광역시를 벗어나 운행하는 노선인 21번, 32번, 34번, 46번, 62번, 63번, 72번, 75번, 107번, 202번, 501번, 607번 노선은 시외 구간의 운행 거리에 비례한 추가 운임을 부과한다. 일례로, 34번 버스의 경우에는 대전시계에서 21.9km 떨어진 대둔산휴게소까지 운행하는데, 대둔산휴게소까지의 운임은 기본 운임에 성인 기준 1,300원이 추가된다. 시외 구간만 이용하는 경우에는 해당 지자체의 기본 운임만이 부과된다. 다만, 46번 버스는 계룡시 구간을 통과하나 종점이 대전광역시 송정동이므로 계룡시 구간만을 이용하여도 대전광역시 기본 운임이 적용된다. B1번과 1002번 노선은 시계외 이용 거리에 관계 없이 대전-세종, 세종-청주, 대전-청주 간의 시계외 운임이 고정되어 시계를 넘을 때마다 각 300원씩 운임이 추가 부과된다.

### 교통카드
대전 시내버스에서 사용 가능한 교통카드는 2011년 2월 15일부터 새로 발급된 한꿈이카드(티머니)가 사용가능하며 서울/경기 지역 등에서 사용한 티머니, 레일플러스, 한페이, 이즐, 원패스 그리고 지정된 후불 교통카드만 사용가능하다. 교통카드 단말기는 티머니에서 대행하고 교통카드 관리는 하나은행에서 대행하고 있다. 한꿈이카드로는 대전지역의 GS25, CU, 세븐일레븐 등 제휴가맹점, 인식기를 장착한 자판기 등에서 상품구매도 가능하며 GS25, CU, 세븐일레븐에서 충전이 가능하다. 단, 구형 비자캐시 한꿈이카드는 사용이 불가능하다. 캐시비와 원패스 카드는 2018년 5월 31일부터 사용이 가능해졌고 캐시비는 국토교통부 인증 전국호환 규격 카드가 먼저 사용이 가능해졌으며 모바일캐시비는 2019년 5월 31일부터 사용이 가능해졌다. 기존 캐시비, 구형 이비카드, 구형 한꿈이카드, 구형 마이비카드 등은 사용이 불가능하다.

## 버스전용차로 운영

불법 주정차 단속 버스

버스의 운행 시간을 단축하기 위하여 계백로에 버스전용차로를 시범 운영한 이후 계룡로, 도산로, 동서대로, 한밭대로, 대덕대로에도 확대하여 운영하고 있다. 운영시간은 오전 7시부터 9시까지, 그리고 오후 6시부터 8시까지이며 토요일 오후와 일요일, 공휴일은 운영하지 않지만 이는 중앙버스전용차로에는 해당되지 않는다. 최근에 중앙버스전용차로 구간이 크게 늘어나 도안동로, 도안대로, 대전로, 오정로, 갑천도시고속도로의 일부 구간에서 24시간 전일제로 중앙버스전용차로제를 실시하고 있다.
대전광역시는 대한민국 최초로 2008년 9월부터 시내버스를 이용한 무인단속 시스템을 도입하여 버스전용차로를 위반한 차량을 총 10대의 시내버스를 통하여 단속하고 있다. 단속방법은 앞차가 먼저 불법주차된 차량을 발견해서 단속한 다음에 뒷차가 해당 차량을 단속하면 과태료가 부과되는 방식이다. 이를 이용하여 인도 위의 불법 주정차 차량도 단속하고 있다. 또한 4대의 단속 전용차량에 무인 단속 시스템을 설치하여 단속을 실시하고 있다.

### 운영 구간

#### 버스전용차로
| - 계룡로 : 유성온천역 ~ 큰마을네거리 ~ 용문역 ~ 서대전네거리 7.8km - 계백로 : 진잠네거리 ~ 도마네거리 ~ 서대전역 ~ 서대전네거리 8.3km - 계족로 : 중리네거리 ~ 법동 ~ 대전지방국세청 ~ 읍내삼거리 2.4km - 대덕대로 : 큰마을네거리 ~ 정부청사역 ~ 대덕대교 ~ 연구단지 4.2km - 도산로 : 용문역 ~ 변동오거리 ~ 구농도원네거리 ~ 도마네거리 3.3km | - 동서대로 : 비래동 ~ 복합터미널 ~ 용전네거리 ~ 중촌네거리 ~ 오룡역 ~ 태평오거리 5.9km - 대전로 : 삼성네거리 ~ 대전역 ~ 원동네거리 ~ 인동네거리 ~ 효동네거리 2.6km - 중앙로 : 서대전네거리 ~ 중구청역 ~ 중앙로역 ~ 대전역 2.1km - 한밭대로 : 중리네거리 ~ 한밭대교 ~ 정부청사역 ~ 월평역 ~ 충대정문오거리 7.9km |

#### 중앙버스전용차로
| - 갑천도시고속도로 : 당산교 ~ 한빛대교 ~ 용신교 ~ 문평대교 7.8km - 구즉세종로 : 문평대교 ~ 둔곡동 ~ 세종특별자치시 경계 4.7km - 대전로 : 한남오거리 ~ 홍도육교오거리 ~ 삼성네거리 1.4km - 도안대로 : 용계동 ~ 원골네거리 ~ 원신흥동 ~ 유성온천역 3.0km | - 도안동로 : 만년교 ~ 용반교 ~ 옥녀봉네거리 ~ 용소삼거리 ~ 가수원네거리 5.1km - 북유성대로 : 외삼동 ~ 남세종IC ~ 세종특별자치시 경계 2.9km - 오정로 : 농수산시장오거리 ~ 오정동주민센터 ~ 한남오거리 1.3km |

## 첨단교통서비스
대전시의 시내버스는 지능형 교통 체계를 도입하여 버스의 정시운행을 가능하게하고 버스의 운행정보를 인터넷으로 제공하고 있다. 인터넷으로 버스의 현재 위치를 검색할 수 있고, 버스 정류장에서는 버스도착예정시간을 안내하고 있다. 또한 인공위성 위치추적 시스템을 활용한 실시간 버스운행관리시스템을 2009년 4월부터 구축 가동한다. 또한 대전·세종·청주 축의 광역버스정보시스템 구축에 따라 서로 버스 운행 정보가 공유되며 버스 정류장에서 세종·청주 소속 노선의 운행 정보도 제공된다.

## 와이파이 존
대전광역시에서는 대한민국 최초로 SK텔레콤과 2010년 6월 협력을 하여 105번 등에 시범으로 와이파이존을 구축하였다. 시범 운영결과 아무런 오류현상도 없었으며 추후에는 전노선으로 확대한다고 한다. 단말기의 위치는 대부분 출입문 위쪽에 있다. 그리고 경익운수소속 및 차적의 노선버스 차량에는 KT 와이파이도 설치 되어서 운영하고 있다. 이들 와이파이의 이용은 해당 통신사 가입자만 가능하다.
과학기술정보통신부가 2018년부터 시행하는 전국 공공 와이파이 구축 사업의 일환으로 버스 내 노후된 구형 와이파이 장비들의 상당수가 교체되었으며, 이에 따라 특정 통신사에 구애받지 않고 와이파이를 이용할 수 있게 되었다.

## 테마 시내버스
대전시내버스를 운영하는 운영업체와 대전광역시에서는 간혹 테마버스를 운영한다. 대전 오-월드를 경유하는 버스는 동물원 테마버스가 운행되고 있다.

## 안내 방송
- 관공서, 유적지, 지하철역 등의 거점정류장에서는 영어 방송을 해준다.
- 안내방송 방식은 방송장치를 통해서 자동방송을 한다.
- 처음 운행 시작시에는 "이 버스의 노선번호는 ○○○번 입니다. 기사님 친절 안전운행 하시기 바랍니다."라고 방송된다.
- 102번, 71번, 72번과 같이 임시경유지를 운행하는 경우에는 안내방송이 나오지 않는다.
- 2017년. 대전BRT를 제외한 모든 버스 업체 안내방송이 기존 영광사에서 유니비전으로 변경되었다. 또한 교통카드 단말기는 2018년부터 B650모델로 교체되었다.

## 운행 업체

### 대전광역시 시내버스 업체
| 업체명     | 차고지                                               | 홈페이지 | 차고지         |
| ---------- | ---------------------------------------------------- | -------- | -------------- |
| 경익운수   | 대전광역시 유성구 계백로801번길 31 (원내동)          | 홈페이지 | 원내공영차고지 |
| 계룡버스   | 대전광역시 대덕구 대화로32번길 521 (대화동)          | 홈페이지 |                |
| 국민버스   | 대전광역시 대덕구 신탄진로 756번안길 68-1 (신탄진동) |          |                |
| 금남교통   | 대전광역시 대덕구 대전로 1032번길 40 (오정동)        |          |                |
| 대전교통   | 대전광역시 중구 계룡로 742 (오류동)                  | 홈페이지 |                |
| 대전버스   | 대전광역시 중구 대둔산로137번길 23 (안영동)          | 홈페이지 |                |
| 대전승합   | 대전광역시 대덕구 신탄진로315번길 72 (신대동)        |          | 신대공영차고지 |
| 대전운수   | 대전광역시 대덕구 신탄진로315번길 72 (신대동)        |          | 신대공영차고지 |
| 한일버스   | 대전광역시 대덕구 신탄진로315번길 72 (신대동)        |          | 신대공영차고지 |
| 동건운수   | 대전광역시 대덕구 산업단지로87번길 56 (신일동)       |          |                |
| 동인여객   | 대전광역시 동구 금산로 471 (구도동)                  | 홈페이지 | 낭월공영차고지 |
| 산호교통   | 대전광역시 동구 금산로 471 (구도동)                  | 홈페이지 | 낭월공영차고지 |
| 협진운수   | 대전광역시 유성구 금남구즉로 1377 (봉산동)           |          |                |
| 대전비알티 | 대전광역시 유성구 금남구즉로 1170 (금고동)           |          |                |

### 유성구 마을버스 업체
| 업체명       | 차고지                                    | 비고 |
| ------------ | ----------------------------------------- | ---- |
| 유성마을버스 | 대전광역시 유성구 원계산로 194-1 (계산동) |      |

- 노선의 업체 선정은 대전광역시 담당이며, 유성구 마을버스의 관리는 유성구 담당이다.

## 면허 체계
- 대전 75 자 20##(계룡버스), 21##(대전교통), 22##(대전버스), 23##(경익운수 준대형 차량), 25##(경익운수 중형 차량), 32##(구 한밭여객→선진여객→대전운수 준대형 차량), 33##(금남교통), 35##(구 한밭여객→선진여객→대전운수), 36##(구 한밭여객→선진여객→대전운수 중형 차량), 90##(계룡버스), 91##(구 충진교통→대전승합), 92##(한일버스), 93##(협진운수), 94##(구 신일교통→산호교통), 95##(구 금성교통→국민버스), 96##(구 대흥교통→선진교통→동인여객), 97##(구 서진교통. 2004년 산호교통 합병), 98##(동건운수)